# Infestation: Survivor Stories
Infestation: Survivor Stories (anteriormente conocido como The War Z) fue un videojuego de zombis de mundo abierto desarrollado por Hammerpoint Interactive y publicado por OP Productions. Infestation: Survivor Stories presenta perspectivas de disparo en primera y tercera persona. El juego ofrece a los jugadores la opción de matar zombis o jugar contra otros usuarios (PvP).
Infestation: Survivor Stories se pudo comprar y jugar en línea sin la necesidad de una suscripción mensual continua con actualizaciones gratuitas. Sin embargo, los jugadores pueden comprar artículos cosméticos y de conveniencia, como municiones, y otros artículos que de otro modo tendrían que encontrar en el juego. Infestation: Survivor Stories tenía servidores públicos dedicados accesibles para todos los jugadores además de servidores privados comprados por jugadores. Romero's Aftermath, un "sucesor espiritual" del juego, fue lanzado por Free Reign Entertainment el 25 de septiembre de 2015.
El juego fue criticado por los críticos y es considerado uno de los peores videojuegos de todos los tiempos.Los servidores del juego se desconectaron el 15 de diciembre de 2016.

## Jugabilidad
Infestation: Survivor Stories fue un juego de supervivencia zombi donde los jugadores soportan las dificultades de un mundo posapocalíptico infestado de zombis. Al colaborar con otros jugadores y encontrar armas y objetos, los jugadores aumentan sus posibilidades de supervivencia. El juego incorporó elementos de supervivencia como el hambre y la sed, que crecen gradualmente con el tiempo. Se pueden encontrar suministros como comida y agua para combatir el hambre y la sed. Si el jugador no logra apagar su hambre y sed, el personaje del jugador eventualmente moriría. Es posible comprar alimentos y bebidas si el jugador no tiene ninguno o elige no buscar los artículos en el mundo. Los objetos transportados por el personaje fallecido se pierden en la muerte, ya sea comprados en el juego o no, pero otros jugadores podrían encontrarlos y recuperarlos, continuando el ciclo de vida y muerte en el juego.
Los asentamientos seguros o las zonas seguras les daban a los usuarios un área donde estaban protegidos del combate y los ataques de zombis. Allí, los jugadores podían acceder al "Inventario global", un inventario compartido entre los personajes, y comprar artículos a través de la Tienda general. 
Fuera de las zonas seguras, los jugadores podrían participar en el combate jugador contra jugador y el combate jugador contra ambiente con zombis. Matar a otros jugadores otorga la reputación del usuario en función de las víctimas en pie y la posibilidad de recoger sus objetos caídos, mientras que matar zombis otorga puntos de experiencia al usuario para usar en el árbol de habilidades del juego.

## Desarrollo
Infestation: Survivor Stories fue desarrollado originalmente bajo el nombre de The War Z por OP Productions. The War Z comenzó su alfa abierto el 15 de octubre de 2012 y se lanzó por completo en Steam el 17 de diciembre de 2012. Dos días después del lanzamiento, el juego fue eliminado de Steam debido a una publicidad falsa; Varias características enumeradas en la descripción de la tienda no estaban disponibles en el juego. Después de rectificar el problema, The War Z volvió a estar disponible para su compra en Steam el 26 de febrero de 2013. El 4 de abril de 2013, el código fuente de The War Z estuvo disponible, muy probablemente como código filtrado de un servidor pirateado. El 20 de junio de 2013, el nombre del juego fue cambiado a Infestation: Survivor Stories debido a problemas de marca registrada.

## Recepción

### Recepción alfa
Un crítico de PC World declaró que "en general, el juego se ve excelente" y tenía los "errores alfa típicos" de un lanzamiento alfa, con el juego muy prometedor. Un crítico de Joystiq elogió la personalización del personaje y dijo que había más opciones de las que esperaban y que la experiencia de juego sería fácil de entender para los jugadores experimentados. Otro crítico de Joystiq comentó que uno de los mayores peligros del juego proviene de otros jugadores, ya que el juego actualmente no tiene reglas ni vigilancia sobre el elemento PvP y el pirateo.

### Recepción de la crítica
En el lanzamiento, el juego fue criticado universalmente por los críticos. El sitio web de revisión agregada Metacritic asignó un puntaje general de 20 de 100 basado en revisiones de 13 críticos profesionales. El escritor de GameSpy, Craig Pearson, declaró que el juego "muestra una ineptitud de diseño sorprendente y algunos de los peores tipos de microtransacciones en los juegos, todo en un paquete feo". Rich Stanton, de Eurogamer, le dio 3 de cada 10, calificándolo de "un verdadero desastre" y criticó tanto el diseño del juego como la ética del desarrollador. Stanton explicó que los desarrolladores eran "deshonestos e incompetentes". 
A pesar de la negatividad, Infestation: Survivor Stories ha vendido 2.8 millones de copias desde el lanzamiento del juego en noviembre de 2012.

### Controversias
En octubre de 2012, el productor ejecutivo Sergey Titov se refirió a los "camperos" en The War Z como " maricas" en una publicación del foro. Un representante del equipo de prensa del juego emitió una declaración diciendo que Titov no tiene prejuicios contra los homosexuales y que solo fue una elección de palabras pobre e inapropiada. 
El 15 de noviembre de 2012, la Oficina de Patentes y Marcas de los Estados Unidos (USPTO) envió una carta al editor y desarrollador del juego indicando que la solicitud de marca registrada del nombre The War Z había sido suspendida. La causa de la suspensión fue el parecido cercano del nombre del juego con el título de la próxima película de Paramount Pictures, World War Z. El 24 de diciembre de 2012, Titov respondió diciendo que no cree que la marca haya sido suspendida a pesar de que la USPTO la enumera como suspendida.
El 17 de diciembre de 2012, Hammerpoint Interactive lanzó el "foundation release" del juego en la plataforma Steam. Sergey Titov declaró en un comunicado de prensa "Ahora que hemos alcanzado el hito del lanzamiento de la Fundación, continuaremos trabajando, según lo prometido, para agregar características y contenido que satisfagan a nuestra comunidad y los mantengan jugando". El desarrollador fue acusado de intentar que los clientes compren el juego directamente desde su sitio web en lugar de la plataforma de Steam, alegando que aumentarían el precio del juego en Steam.
Tras el lanzamiento del juego, muchos clientes acusaron a los desarrolladores de fraude debido a las características clave que se anunciaron pero que no aparecieron en el juego. Los desarrolladores describieron inicialmente el juego en Steam como que contenía ciertas características, como múltiples mundos de juegos grandes que varían en tamaño, un sistema de nivelación basado en puntos de habilidad, combate jugador contra entorno, servidores de cien jugadores y servidores privados, ninguno de los cuales era una parte del juego en ese momento. La página de Steam se actualizó dentro de las 24 horas posteriores al lanzamiento, pero aún menciona características que aún no están en el juego. Titov defendió la forma en que se presentó la información al afirmar que el tamaño del mapa y los límites del jugador estaban dentro de los rangos mostrados, por ejemplo, "El tamaño del área, una vez más, vamos— [el] primer mapa tiene más de 100 km2. Entonces [el] texto es correcto ". Sin embargo, un análisis independiente realizado por PCGamesN.com estimó el tamaño real del mapa en poco menos de 10 km². Titov también afirmó que los jugadores habían leído mal la información sobre las características del juego en la página de la tienda. El juego fue retirado de Steam y cualquier cliente que lo compró durante la venta inicial del juego era elegible para recibir un reembolso completo de Steam, un movimiento casi desconocido por parte de Valve.
El juego también ha recibido críticas por usar un modelo de negocio de pago por juego e incluye los micropagos que se ven con frecuencia en un juego freemium. El día del lanzamiento del juego, los jugadores podrían reaparecer una hora después de la muerte de su personaje. Al día siguiente, Hammerpoint Interactive lanzó una actualización que aumentó el tiempo de reaparición a cuatro horas y agregó la capacidad de reaparecer instantáneamente para la moneda del juego que se compra a través de microtransacciones. Dos días después, se lanzó un parche que devolvió el tiempo de reaparición a una hora.
Cuando se le preguntó acerca de las quejas recibidas, Titov respondió que los clientes que se quejaban eran una minoría y "En este momento más del 93% de nuestros clientes aprecia el juego, más del 40% dice que es perfecto y alrededor del 50% dice que es bueno, pero les gustaría ver más características pulidas".
El 19 de diciembre de 2012, un empleado de Valve declaró que investigarían las inquietudes planteadas por los usuarios sobre la censura y la moderación en el foro de Steam. Las preocupaciones se dirigieron a un desarrollador del juego que fue acusado de prohibir injustamente a los usuarios del foro de Steam por criticar a The War Z. El mismo día, The War Z se retiró temporalmente de la venta en la tienda de Steam, y Valve emitió un comunicado que decía "Nos disculpamos por esto y tenemos que eliminar temporalmente la oferta de venta del título hasta que tengamos tiempo para trabajar con el desarrollador y tener confianza en una nueva versión". Un usuario también demostró que no se pasaron por alto las apelaciones de prohibición; en su lugar, se emitieron respuestas de copiar y pegar que indicaban "Tenemos evidencia de que ha utilizado múltiples hacks. Su apelación de prohibición ha sido denegada ". Los desarrolladores también han sido acusados de intimidación y soborno de personas que se quejan del juego. Valve permitió a los usuarios enviar un ticket para un reembolso si no estaban satisfechos con el juego. 
El 2 de abril de 2013, OP Productions anunció que el juego y los foros de The War Z habían sido desconectados ya que "los hackers obtuvieron acceso a nuestro foro y bases de datos de juegos y los datos de los jugadores en esas bases de datos". Los piratas informáticos obtuvieron acceso a información del usuario, como direcciones de correo electrónico, nombres de personajes, direcciones IP y contraseñas cifradas de foros. No se robó información de pago, aunque se observó que las contraseñas simples no serían difíciles de extraer de los datos robados. OP Productions luego confirmó que los piratas informáticos obtuvieron acceso a varias cuentas de administrador, lo que provocó la eliminación de la base de datos de los foros y la prohibición de "varias docenas" de jugadores.